# Gentiana arisanensis
Gentiana arisanensis är en gentianaväxtart som beskrevs av Bunzo Hayata. Gentiana arisanensis ingår i släktet gentianor, och familjen gentianaväxter. Inga underarter finns listade i Catalogue of Life.